# Церква святого Архістратига Михаїла (Пальчинці)
Церква святого Архістратига Михаїла в Пальчинцях — парафія і храм Підволочиського благочиння Тернопільської єпархії Православної церкви України в селі Пальчинці Тернопільського району Тернопільської области.
Оголошена пам'яткою архітектури місцевого значення.

## Історія церкви
Храм святого Архистратига Михаїла був збудований у 1895–1899 роках за кошти заробітчан. Будівництвом керував священник Віктор Величанський. Це трикупольна споруда.
Церква завжди була і залишається центром духовного життя села. Навіть у радянські часи храм не закривали. Церковним хором спочатку керував Іван Ткачук, а згодом його справу продовжив син Павло.

## Парохи
- о. Василь Свідерський (1785—1792),
- о. Григорій Надзевульський (1792—1801),
- о. Павло Деренович (1801—1806),
- о. Ігнатій Манельницький (1806—1809),
- о. Василь Охримович (1809—1811),
- о. Василь Абрагамович (1811—1825),
- о. Петро Василівський (1816—1825),
- о. Павло Соколівський (1825—1827),
- о. Теодор Мацелівський (1827—1832),
- о. Михайло Манельницький (1832—1835),
- о. Антоній Беханський (1835—1842),
- о. Михайло Рушитський (1842—1847),
- о. Павло Бехацький (1847—1850),
- о. Степан Качала (1850—1852),
- о. Іван Гпинський (1852—1859),
- о. Віктор Величанський (1859—1899),
- о. Іван Куницький (1899—1904),
- о. Петро Рудакевич (1904—1905),
- о. Іван Малюца (1905—1924),
- о. Петро Петриця (1924—1926),
- о. Ярослав Мельник (1926—1932),
- о. Євген Кременецький (1932—1933),
- о. Євген Латинський (1933—1938),
- о. Василь Кузь (1938—1939),
- о. Михайло Якимів (1939—1941),
- о. Іван Ігорчак (1941—1950),
- о. Мина Кулеша (1950—1981),
- о. Ярослав Мельник (1981),
- о. Микола Сус (1981—1982),
- о. Дмитро Чиж (1982—1991),
- о. Василь Беренда (1991—1994),
- о. Роман Свідніцький (1994—2004),
- о. Роман Сокальський (з 2004).